# Tomáš Necid
Tomáš Necid né le 13 août 1989 à Prague, est un footballeur international tchèque évoluant au poste d'attaquant à l'ADO La Haye.

## Biographie

### Au SK Slavia Prague
Il joue son premier match en équipe première du SK Slavia Prague en septembre 2006 alors qu'il n'a que 17 ans et un mois plus tard, il marque son premier but en championnat.
Durant la saison 2007-2008, il fait ses débuts dans la Ligue des Champions. Cependant, il est prêté au FK Jablonec 97 pour la seconde moitié de la saison où en dépit de jouer seulement 14 matchs sur 30, il est le meilleur buteur de la saison avec cinq buts. Quand Necid arrive au FK Jablonec 97, le club occupe la 15e place au classement synonyme de relégation. Néanmoins, l'équipe termine la saison à la 12eplace et est donc maintenu. Lorsque son prêt prend fin, il déclare qu'il veut revenir au Slavia et ne plus rejouer pour Jablonec.
À la fin de la saison 2007-2008, pour son premier match pour le Slavia après son retour de Jablonec, il marque un but contre le FC Slovan Liberec. Cette année, le Slavia Prague remporte le Championnat.
En août 2008, le CSKA Moscou, qui est intéressé par le joueur depuis 2006 signe un accord avec le Slavia Prague stipulant que Necid reste au Slavia jusqu'à la fin de l'année pour rejoindre le CSKA en janvier 2009. Avant de rejoindre le CSKA Moscou, Necid joue 16 matchs du championnat 2008-09 et marque 11 buts ce qui fait de lui le meilleur buteur de la ligue.

### Au CSKA Moscou
Le 7 mars 2009, il fait sa première apparition avec le CSKA Moscou à l'occasion de la Supercoupe de Russie qui oppose le CSKA au FK Rubin Kazan. Il entre à la 78e minute en remplacement de Miloš Krasić, à ce moment-là le score est de 1 but partout. Il marque son premier but avec le CSKA pendant les prolongations à la 112e (victoire 2 à 1). Cette victoire offre à Necid son premier trophée russe mais il reçoit aussi son premier carton jaune à la 113e pour avoir retiré son maillot après avoir marqué.
Son premier match pour le Championnat de Russie est joué le 15 mars 2009 contre Saturn Ramenskoïe mais il ne marque pas et est remplacé à la 77e minute par Miloš Krasić (victoire 3 - 0).
Après le départ de Vagner Love en prêt à Palmeiras, il est plus souvent titularisé et compte pour sa première saison 12 buts en 37 matchs (dont 9 buts sur 27 de Championnat).

### En équipe nationale
En 2006, il termine deuxième du Championnat d'Europe des -17 ans de 2006 en se faisant battre en finale par la Russie 2 - 2 (5 - 3 aux t.a.b).
Le 19 novembre 2008, il débute en équipe nationale pour les qualifications en vue de la Coupe du monde de 2010 contre Saint Marin. Necid entre à la 66e minute en remplacement de Martin Fenin et réussit à inscrire son premier but lors de sa première sélection à la 83e minute (victoire 3 - 0).
Bien qu'il dispute sa première compétition internationale lors de l'Euro 2012, c'est à l'Euro 2016 qu'il ouvre son compteur en tournoi majeur. Il marque dans le temps additionnel, le but égalisateur face à la Croatie lors du premier tour. 

## Palmarès
- Finaliste du Championnat d'Europe des -17 ans en 2006.
- Champion de République tchèque en 2008 et 2009 avec le Slavia Prague.
- Supercoupe de Russie en 2009.
- Championnat de Pologne en 2017